# Амфісбени
Амфісбе́ни (Amphisbaenia) — підряд плазунів з ряду лускатих. Інша назва «двуходки». Є 6 родин та 130 видів. Місцеві мешканці називають цю незвичайну тварину «туди-сюди» і вірять, що, якщо незвичайну тварину розрізати впоперек на дві частини, половинки незабаром зростуться. Згідно з повір'ями, амфісбену годують мурашки, тому одне з її прізвиськ — «мурашина мати». У перекладі з грецького «амфісбена» означає «рухається у двох напрямках».

## Опис
Загальна довжина коливається від 9 до 70 см. Амфісбен вирізняє сильне закостеніння мінливого за формою черепа, позбавленого черепних дуг й характерних для ящірок стовпчастих кісток. Нечисленні плевродонтні або, рідше, акродонтні зуби розташовуються лише у передній частині щелеп і помітно варіюють за формою і величиною. Ембріональний яйцевий зуб у цих плазунів не зникає з віком, а, збільшуючись у розмірах, зберігається на все життя. Великі рогові щитки вкривають лише сплощену голову, яка виконує спеціальну роль органу для риття. У одних видів голова кілеподібна й витягнута або тупо закруглюється на кінці, у інших лопатоподібна сплощена у вертикальній або горизонтальній площині, або загострена на кшталт праски. В останньому випадку передній кінець морди знаходиться на рівні черева або тою чи іншою мірою піднятий догори.
Тулуб циліндричний витягнутий гробакоподібний, який вкритий роговою плівкою, оперезаною вузькими поперечними кільцями. Вони перетинаються більш-менш виразними подовжніми борозенками. Кожне кільце розбивається на численні правильні прямокутники або квадрати, які за зовнішнім виглядом дещо нагадують луску. На відміну від більшості змій і безногих ящірок у амфісбен розвинена лише 1 ліва легеня. Попереду анального отвору розташовано поперечний рядок з декількох преанальних пір.
Більшість видів абсолютно позбавлені зовнішніх кінцівок, і лише у кількох представників роду Bipes зберігаються короткі передні ноги з редукованими так чи інакше пальцями. Задня половина тулуба більшості амфісбен плавно переходить у короткий, більш-менш тупо закруглений хвіст, який зовні дуже нагадує головний кінець. Ця схожість підкреслюється ще й тим, що в разі небезпеки багато амфісбен різко підкидає хвіст догори, відволікаючи увагу хижака від нерухомої, легко вразливої голови. Завдяки цьому корінні жителі деяких країн називають амфісбен «двоголовими зміями». У деяких видів хвіст здатний закручуватися і має значну чіпкість. Численні поперечні кільця, що оперізують тулуб амфісбен, надають їм схожість зі земляним хробаком. Це ще більше посилюється, коли тварина рухається.
Очі приховані під шкірою, крізь яку просвічуються у вигляді невеликих темних плям. Тому тварина здатна тільки відрізняти світло від темряви й розрізняти лише загальні обриси предметів. Зате у них високорозвинені органи нюху, дотику й смаку, а також особливе чуття, яке допомагає виявляти здобич.
Колір шкіри бурий, коричневий, жовтуватий з численними яскравими клітинками.

## Спосіб життя
Полюбляють сухі місцини з щільним ґрунтом. Значну частину життя проводять під землею. Вкрай рідко з'являються на поверхні, проводячи більшу частину життя під землею або в гніздах мурашок і термітів. Харчуються безхребетними.
Більшість видів амфісбен яйцекладні. Самки відкладають у мурашниках або норах 2-6 яєць. Вони круглі, вкриті тонкою, напівпрозорою оболонкою. Деякі види є яйцеживородними.

## Пересування
Уздовж всього тіла спереду назад тягнуться виразні хвилі, утворені швидкими рухами кілець, що послідовно зближуються й розходяться. Створюється враження, що тіло тварини то подовжується, то скорочується у довжину, на зразок того як це відбувається у хробака. Проте насправді поступальний рух амфісбени пояснюється тим, що наштовхуючись на найменші нерівності ґрунту створюють сили, які штовхають тварину у зворотному напрямку. Можливість подібного типу руху, до речі сказати, невідомого в інших хребетних тварин, пояснюється тим, що, на відміну від ящірок і змій, шкіра амфісбен вільно прилягає до тіла, утворюючи рухливу шкіряну торбу, здатну збиратися у складки по лініях тулубних кілець. Подібним незвичайним чином тварина здатна однаково легко рухатися як вперед, так і назад, чим пояснюється і сама назва «амфісбена». Ця особливість відіграє важливу роль при русі амфісбен у прокладених ними вузьких підземних ходах, де вони позбавлені можливості розвернутися. На поверхні ґрунту амфісбени можуть пересуватися також звичайним змієподібним способом, згинаючи в сторони тіло, а деякі з них здатні хвилеподібно згинати тулуб та у вертикальній площині.

## Розповсюдження
Мешкають у Південній Америці, Мексиці, на півдні США, в Африці, південній Європі та західній Азії.

## Родини
- Amphisbaenidae
- Bipedidae
- Rhineuridae
- Trogonophidae
- Blanidae
- Cadeidae

## Міфологія

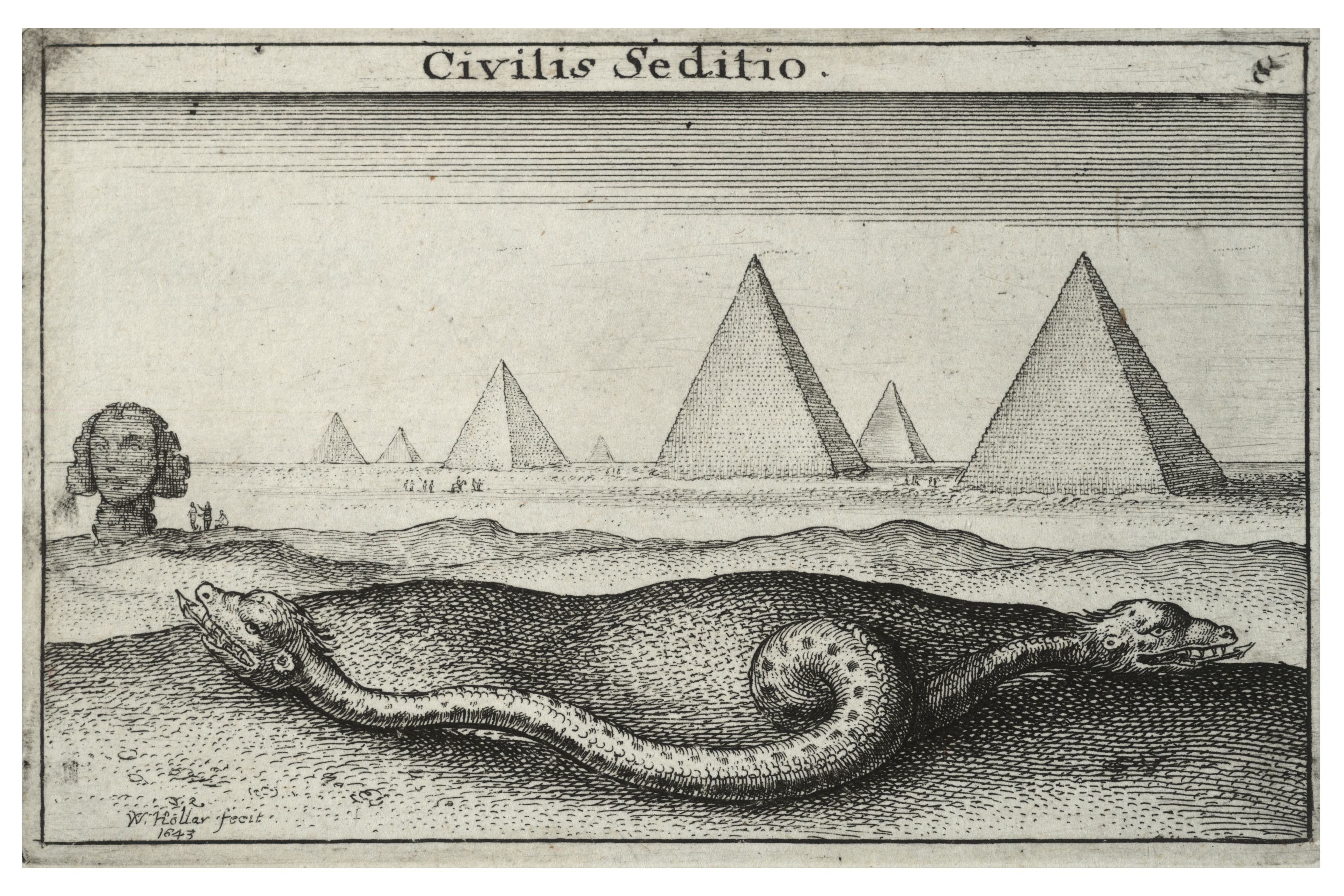
Амфісбена. Вацлав Холлар. 1643 рік

Згідно з первинними уявленнями європейців амфісбена — це велика змія, що має дві голови: одна з них перебуває там, де й у звичайних змій, а інша — на кінці хвоста. Нападаючи, амфісбена може жалити обома головами, в яких знаходяться отруйні зуби. Очі змії-монстра світяться, як маленькі зірки.
В давнину вважалося, що м'ясо амфісбени володіє цінними лікувальними властивостями, вона згадувалася в рецептах багатьох лікарських сумішей — зокрема, подібне твердження приписують Плінію. Ще напочатку XVII століття реальність існування амфісбени піддалася сумніву.